# Ransol
Ransol è un villaggio di Andorra, nella parte centrale della parrocchia di Canillo con 240 abitanti (dato 2010).